# Adolf Loning
Adolf Loning war ein deutscher Offizier in der spanischen Armee und Autor einer bis heute bedeutenden Beschreibung von Ständen, Sitten und Gebräuchen im Spanien der Jahre 1830–1840.

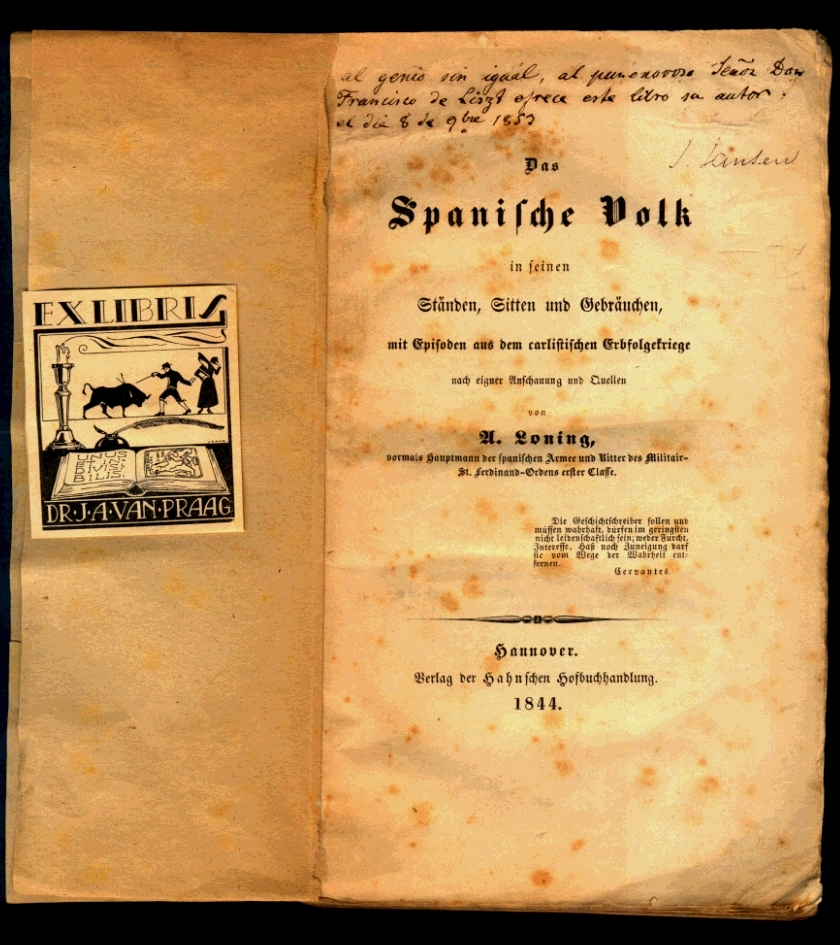
Das spanische Volk. Originalausgabe von 1844

## Leben
Loning schreibt, er sei Hauptmann der spanischen Armee und Ritter des Militärordens St. Ferdinand gewesen. Er bereiste Spanien Anfang 1830 und kam im Sommer 1834 zur carlistischen Armee unter der Führung von Tomás de Zumalacárregui. Ich war der erste Deutsche, der in dieses Feldlager kam. Loning kämpfte in den blutigen Zusammenstößen von Alegría de Álava und Venta de Echavarri am 27. und 28. Oktober 1834 und wurde in der Schlacht von Mendigorria (16. Juli 1835) als Kämpfer im Bataillon Guias von Navarra verwundet. Im Feldzug Expedición Real erhielt er nach der Schlacht vor Barbastro (2. Juli 1837) das Kommando der 4. Kompanie des Fremdenbataillons. Nach seiner hervorragenden Beteiligung in der Schlacht von Villar de los Navarros (24. August 1837) wurde er zum Hauptmann ernannt. Während der Schlacht von Peñacerrada (20.–22. Juni 1838) hielt er die Bastion Urizarra. Er erzählt nur wenig mehr über seine Person.
Weitere Deutsche, die in Spanien für die Carlisten kämpften, waren Goeben, Felix Fürst Lichnowsky und Rahden.

## Schriften
- Die Fueros des Königreiches Navarra und der Baskischen Provinzen Alava, Biscaya und Guipuzcoa. Helmingsche Hofbuchhandlung, Hannover 1843. Digitalisat
- Das spanische Volk in seinen Ständen, Sitten und Gebräuchen mit Episoden aus dem Carlistischen Erbfolgekriege. Verlag der Hahnschen Hofbuchhandlung, Hannover 1844.